# قزل‌یول (شهرستان بادکند)
قزل‌یول (به لاتین: Kyzyl-Jol) یک منطقهٔ مسکونی در قرقیزستان است که در استان بادکند واقع شده‌است. قزل‌یول ۶٬۳۷۸ نفر جمعیت دارد.